# 週刊朝日
《週刊朝日》，是日本已停刊的一本周刊杂志。先由朝日新闻社发行，后由朝日新闻出版社发行。1922年2月25日創刊，當時為旬刊，每月5日、15日和25日發售。自同年4月2日其改為週刊。
高峰时期的1958年第1期杂志，发行量达150万册。1995年发行量不足50万册。2012年10月因刊载了关于当时大阪市长桥下彻出身问题的歧视性报道，受到批评，后一蹶不振。2023年5月30日發行最後一期5843號之後停刊。

## 外部連結
- 週刊朝日 （页面存档备份，存于）